# Heuchelei

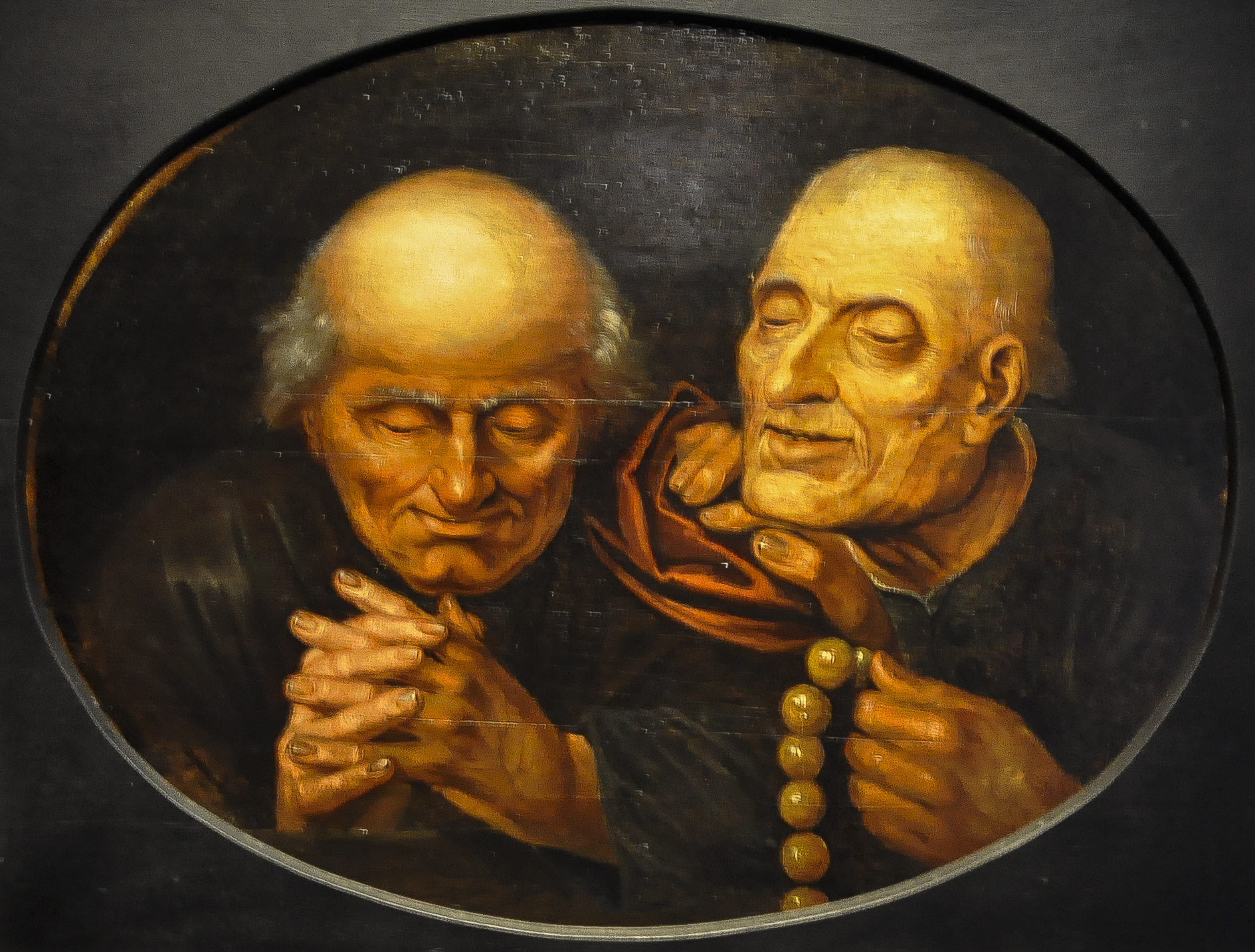
Jan Massys (1509–1575): Die Heuchler, 16. Jahrhundert

Heuchelei (Hypokrisie) bezeichnet das Sich-Verstellen zum Vortäuschen nicht vorhandener Gefühle, Eigenschaften oder Ähnlichem. Das zugrundeliegende Verb heucheln stammt ursprünglich vom unterwürfigen ducken und kriechen (mittelhochdeutsch hūchen) des Hundes ab und wurde auf vorgespieltes, schmeichelndes Verhalten übertragen.
Der Philosoph und Theologe Friedrich Kirchner definierte Heuchelei als eine „aus selbstsüchtigen Interessen entspringende Verhüllung der wahren und Vorspiegelung einer falschen, in dem Betreffenden nicht vorhandenen lobenswerten Gesinnung“ und führt auf, dass ein Heuchler besser erscheinen wolle, als er ist, „um Mächtigen zu gefallen“ und „davon Gewinn zu haben“. Vorgeheuchelt werden „politische, religiöse, ethische Grundsätze, um vorwärts zu kommen“, sei es aus Feigheit, des Broterwerbs oder der „Liebedienerei“ wegen. Die Heuchelei würde seiner Meinung nach „leicht durch despotisches Regiment in Staat und Kirche geweckt“, wobei „strenge Staatsgesetze“ und „orthodoxe Religionsedikte“ die Menschheit nicht „gut und fromm“, sondern heuchlerisch machen würden.

## Merkmale
Wesentliches Merkmal der Heuchelei ist bei der betreffenden Person das Vortäuschen nicht vorhandener Gefühle oder Gemütszustände, die erwartet oder zumindest begrüßt werden.  Scheinheiligkeit oder Doppelmoral ist in Abgrenzung dazu, bei anderen Verhaltensformen einzufordern, die selbst nicht eingehalten werden. Dies wird häufig mit dem von Heinrich Heine (Deutschland. Ein Wintermärchen) stammenden bildhaften Ausspruch illustriert: „öffentlich Wasser predigen und heimlich Wein trinken“. Beides steht im Gegensatz zur persönlichen Integrität, da ein Widerspruch zwischen geäußerten und gelebten Werten besteht. Entweder lebt die in diesem Sinne handelnde Person nicht die Werte, die sie als richtig bezeichnet (Doppelmoral), oder sie bezeichnet Werte als richtig, die sie tatsächlich als falsch empfindet (Heuchelei).
Diese Eigenschaften der Heuchelei fallen zusammen, wenn Empörung geheuchelt wird, also eine Gemütsregung, die einem Werturteil entspringt. Die Gemeinsamkeit beider Arten von Verhalten ist der Gegensatz zwischen dem geäußerten (zur Schau getragene Emotion oder geäußertes moralisches Urteil) und dem tatsächlichen Urteil (tatsächliche Emotion oder eigenes Verhalten) über einen Sachverhalt. Bigotterie bezeichnet die scheinbare (also vorgetäuschte) „Heiligkeit“ (scheinheilig im eigentlichen, engeren Sinne).
So bezeichnete Adelungs Grammatisch-kritisches Wörterbuch der Hochdeutschen Mundart scheinheilig im 18. Jahrhundert als

„den äußern Schein der Heiligkeit, d. i. der Gottesfurcht, annehmend und habend, ohne er wirklich zu seyn. Ein Scheinheiliger, ein Heuchler, den man im gemeinen Leben auch einen Kopfhänger, in Niedersachsen einen Bibelträger, Kirchenklepper, Heiligenfresser, Heiligenbeißer u.s.f. nennet. Ein scheinheiliges Betragen.“

## Heuchelei in der Literatur
W. Somerset Maugham veröffentlichte 1921 seine Short Story Rain über den Missionar Davidson, der während einer erzwungenen Reiseunterbrechung in Amerikanisch-Samoa die mitreisende Prostituierte Miss Thompson unter Zwang setzt, um sie zu läutern und ihre unsterbliche Seele zu retten. Dies scheint ihm auch zu gelingen, doch kompromittiert er seine Bemühungen am Ende dadurch, dass er Miss Thompson bei der ersten Gelegenheit sexuell zu missbrauchen versucht.

## Literatur

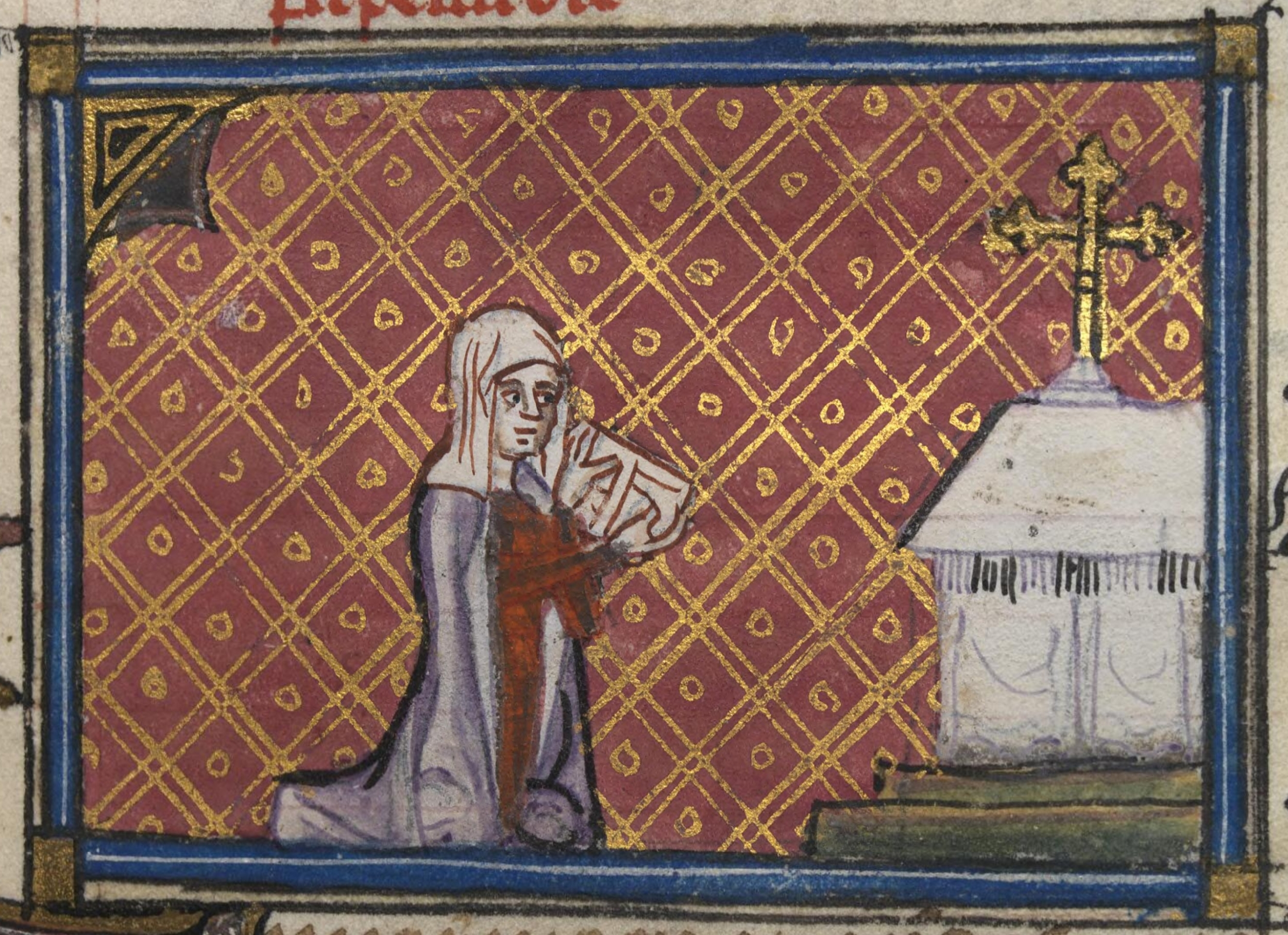
Die Heuchelei. Buchillustration aus dem Roman de la Rose, 14. Jahrhundert.